# Grems
Grems, de son vrai nom Michaël Eveno, né le 25 octobre 1978 est un rappeur, designer et graffeur français.

## Biographie

### Débuts
Eveno fonde en 1998 le groupe Hustla, au sein duquel il commence sa carrière musicale, aux côtés du Jouage (du groupe Gravité Zéro avec James Delleck.). En 2001 et 2003, respectivement, sortent un maxi et un premier album du groupe Hustla intitulés Paris-Bordeaux-Vitry et Sonophrologie. Pionniers du genre avec La Caution et Psykick Lyrikah, suivis de près par TTC, L'Atelier et Le Klub des Loosers, Hustla se démarque très tôt grâce à ses textes métaphoriques et ses productions de hip-hop expérimental.
Le premier album solo de Grems, intitulé Algèbre, sort en 2004 sur le label De Brazza,. La même année, il est invité à rejoindre un projet de rap conceptuel par Le Sept et Rodd, délire mythologique autour de l'antiquité grecque, appelé Olympe Mountain. Le groupe est alors constitué d'une dizaine de MCs et compositeurs, Sept, Rodd, Le Jouage, Iraka20001, Booba Boobsa, Sir Yu, Star Propaganda, CPU et Dust, chacun étant associé à une divinité grecque directement liée à leur caractère. Grems y prendra le rôle de Dionysos, dieu du vin et des excès. Le projet prend la forme d'un album de 17 titres : La montagne ça vous gagne, à mi-chemin entre la tendance rap des années 1990 et un hip-hop futuriste, expérimental et métaphorique, auto-produit et en téléchargement libre.

### Deephop Panel (2005–2009)
En 2005, Grems fonde son propre label discographique appelé Deephop Panel, visant à promouvoir une certaine idée du rap et de la musique électronique. Il réalise également un nouveau projet de rap conceptuel, influencé par Moodyman, Technotronic ou encore Crystal Waters aux côtés de KillerSounds et Le 4Romain : Rouge à Lèvres. Considérant la french touch comme ayant eu un impact virulent à l'étranger, il décide dorénavant de rapper sur de la deep house de Chicago et de la techno de Détroit, et s’autoproclame inventeur du deepkho. « Dans le sud des États-Unis ils ont le crunk, à Londres ils ont le grime, nous maintenant on a le deepkho[réf. nécessaire]. »
Le premier album de Rouge à Lèvres, entièrement produit avec des instruments analogiques, est publié la même année et tombe rapidement entre les mains de Disiz qui ne tardera pas à rejoindre le projet l'année suivante. Le 31 octobre 2006, Grems publie son deuxième album solo, Airmax, sur le label Deephop Panel. Particulièrement libre, le MC offre 17 titres produits par Hustla, Olympe Mountain, Rouge à Lèvres et DJ Troubl',. Ce dernier, double-champion du monde de scratch, deviendra alors son DJ attitré lors des concerts. Le titre et la pochette font directement référence au modèle de baskets de la marque Nike. Nike France lance d'ailleurs, à cette période, une édition de 15 paires de chaussures à son nom. En 2008 sort le deuxième album de Rouge à Lèvres, rejoint par DJ Gero et John 9000 à la production, et par Disiz au micro. Grems, âgé de trente ans, livre un troisième album solo de trente morceaux, Sea, Sex and Grems, le 20 décembre 2008. Il annonce la fin du label Deephop Panel avec le morceau Tuer le chat (le logo du label étant un chat noir).
Il s'exile à Londres pour préparer son quatrième album, Broka Billy, qui sortira sur le très discret label Grems Industry, ainsi que le projet Klub Sandwich avec Disiz qui, lui aussi, déçu par le monde du hip-hop annonce qu'il ne sortirait plus d'album rap au sens premier du terme après Disiz The End, et met un terme à sa carrière de rappeur conventionnel avec la vidéo Le monde sur mesure réalisé par Tony Truand, réalisateur attitré des clips de Grems et Foreign Beggars. Grems est alors présent sur plus de 50 projets phono-graphiques différents, collabore avec Foreign Beggars, Opolopo, Machinedrum, Wildchild (Stones Throw), Voice (PTR), M Sayyid (Antipop Consortium), Primeridian (Guidance) et avec des musiciens français comme Chiens de Paille, Triptik, Moudjad, Djunz, et bien d'autres.

### La Fronce (2010)
En 2010, Grems publie son troisième album accompagné de trois singles mis en image par Tony Truand : Dimanche, Bisou, Rencontre avec un ballon. Il annonce alors une innovation qui porte le nom de broka, un mélange de rap et de broken beat déjà expérimenté avec le morceau de Rouge à Lèvres, Femme Rekin. Il fait alors appel à la star du genre: Opolopo, ainsi qu'à de nombreux nouveaux compositeurs qui sauront mettre en musique toutes les envies du MC. Broken beat, deep house, techno, bruitiste et dubstep se rencontrent dans ce nouvel opus indescriptible, accompagné d'un livre graphique entièrement conçu par Grems lui-même et distribué par Édition Populaire. Sur ce quatrième album, Grems donne la part belle aux musiques électroniques ainsi qu'à de nouveaux MCs qui constitueront quelques mois plus tard, La Fronce.
En 2011, Grems revient en France et publie trois albums. Il forme tout d'abord le groupe PMPDJ avec Entek, connu jusqu'alors sous le pseudonyme NT4 (beatboxeur, rappeur et compositeur) et MiM (compositeur de dubstep et du générique de la sitcom Bref. sur Canal+). Pour ma paire de Jordan prend le parti pris d'un dubstep très métallique et invite de nouveaux MCs parmi ce qui deviendra quelques semaines plus tard La Fronce.
Grems, Greg Frite (Triptik), des anciennes personnalités de Deephop et d'Olympe Mountain, avides de nouvelles sensations et de nouvelles collaborations, décident de réunir un pôle d'excellence du rap français sous un même étendard: La Fronce réunit donc la nouvelle génération (comme Set&Match, Nemir, Rimcash et Didaï, Wilow Amsgood, Naï et Starlion) avec les anciens que sont Grems, Le Jouage, Gérard Baste et Triptik, le but étant clairement de créer un collectif, des échanges entre les différentes écoles et finalement une équipe qui soit sur tous les fronts : hip-hop dur, expérimentations, deepkho, grime, le tout avec une once importante d'humour et de plaisir à rapper ensemble. Le terme de Fronce est une parodie ethnocentrique voire raciste de l'accent maghrébin utilisé par certains groupuscules d'extrême droite. Ainsi, Grems et son équipe prennent le contrepied, en affichant clairement une valeur qui a toujours été partagée par l'ensemble du rap français, un rejet radical de l'extrême-droite sous toutes ses formes, et notamment de la plus officielle : le Front national.
La Fronce s'illustre durant quelques mois à la promotion de tous ses artistes grâce à la publication récurrentes de vidéos sur sa page Facebook, et vient d'annoncer la création officielle du collectif d'ici quelques semaines. Durant l'été 2011, un nouvel album voit le jour : Les Valcheuzes signé Klub Sandwich, groupe formé de Grems, Disiz, Son of Kick et Simbad. Composé et enregistré à Londres, c'est un mini-album d'une dizaine de titres accompagné d'une vidéo intitulée KSW. Le projet est teinté de crunk, de deep house, de broken beat et de UK funky.

### Algèbre 2.0(depuis 2011)
Grems annonce la date de son prochain album, le 25 octobre 2011. Algèbre 2.0, dont plusieurs extraits sont déjà disponibles sur Internet, revient à un rap plus conventionnel et sera officiellement le premier projet de La Fronce. Il prévoit aussi la sortie d'un nouvel album concept avec Opolopo d'ici la fin de l'année 2011. Un livre-album éponyme, Grems lui est consacré par la maison Édition populaire ainsi que son dernier album solo Broka Billy, ou le nouveau style est le Broka, inventé encore une fois par Grems, cet album est un livre où chaque chanson a son équivalent pictural.
Le 7 juin 2013, il participe à l'événement Gaité Lyrique à Paris. La même année, il publie un nouvel album intitulé Vampire ; qui atteint la 94e place des classements français. 
Pendant quelques années, Grems décide de s'exiler à Bruxelles, en Belgique, loin du climat parisien qu'il juge stressant. En 26 janvier 2015, Grems publie une vidéo chaque lundi jusqu’au prochain album Ascenseur émotionnel de Hustla, prévu le 27 avril 2015. En décembre 2015, il publie une vidéo de sa chanson D'accord, prémices d'un nouvel EP à paraître courant février 2016. Jusqu’au 31 décembre, la galerie Anyway accueille Grems pour son exposition Johnny Cleg. En début février 2016, Grems annonce un nouvel EP, première sortie solo en deux ans, intitulé Green Pisse le 2 mars sur Musicast et Grems Industry. Green Pisse atteint la 155e place des classements français.

## Graffiti et graphisme
À ses débuts dans le graffiti, Grems explique : « Je suis parti de Paris pour tenter les Beaux-Arts de Bordeaux. Je me suis spécialisé dans le graphisme. J’ai crée un style populaire, de l’illustration qui marchait bien. Je réalisais des flyers, des pochettes de disque. C’est comme ça que j’ai commencé à me faire connaître. J’étais hyper actif et très maigre, d’où ce pseudo, Grems, qui veut dire maigre si on inverse les syllabes. »
En tant que graphiste, graffeur et directeur artistique, il fait la campagne Imagine'R (RATP, SNCF, Transilien), toute la communication visuelle de son label Deephop Panel. Il s'expose dans le monde avec Silverbridge (Juli Susin) aux côtés de Jason Rhoades, Andreas Hofer, Mickael Rosendorff, Roberto Orth, Véronique Borguoin, notamment, au Labotario Arte Alameda de Mexico, au centre d'arts plastiques contemporains de Bordeaux, au centre national d'art et de culture Georges-Pompidou, et à la South Bank de Londres,.
Il fait notamment partie du TT Crew, collectif de graffeurs de Bordeaux, ainsi que du TER Crew, collectif de graffeur activiste français.

## Discographie

### Albums studio
- 2004 : Algèbre
- 2006 : Airmax
- 2009 : Sea, Sex and Grems
- 2010 : Broka Billy
- 2011 : Algèbre 2.0
- 2013 : Vampire
- 2018 : Sans titre #7
- 2020 : Muses & hommes
- 2022 : Outrage
- 2022 : 10pkho
- 2024 : Algèbre 3.0

### EPs
- 2014 : Buffy
- 2016 : Green Pisse
- 2016 : P.R.A.F
- 2017 : POM
- 2017 : 林檎
- 2018 : 7 Sans Le Titre
- 2025 : La Saison Des Bombes

### Mixtape
- 2012 : 1978-5713

### Albums collaboratifs
- 2001 : Paris-Bordeaux-Vitry (avec Hustla)
- 2003 : Sonophrologie (avec Hustla)
- 2005 : La montagne ça vous gagne (avec Olympe Mountain)
- 2005 : Maquille-toi !!! (avec Rouge à Lèvres)
- 2008 : Démaquille-toi (avec Rouge à Lèvres)
- 2011 : Les Valcheuzes (avec Klub Sandwich)
- 2011 : Pour ma paire de Jordan (avec PMPDJ)
- 2012 : Haterville (avec PMPDJ)
- 2015 : Ascenseur émotionnel (avec Hustla)

### Singles
- 2003 : Microbe
- 2004 : Merdeuse
- 2004 : Fonkyclapin' (feat. Booba Boobsa)
- 2005 : Le masque et la plume (feat. Olympe Mountain)
- 2005 : Reste beatum (feat. Rouge à Lèvres)
- 2005 : Ouai ouai (feat. Rouge à Lèvres)
- 2006 : Pisse de flûte (feat. Sept & Le Jouage)
- 2006 : Rakaille numérik
- 2006 : Airmax
- 2007 : J'te baise feat. Gero
- 2007 : Gash (feat. Disiz La Peste & Orifice Vulgatron)
- 2007 : Casse ton boule
- 2008 : Deepkho (feat. Rouge à Lèvres)
- 2008 : Hit that G@sh (Primecuts Re-Rub)
- 2009 : Guedin (feat. NT4)
- 2009 : Sec ma gueule (feat. Set&Match)
- 2009 : Dimanche
- 2010 : Rencontre avec un ballon
- 2010 : Bisou
- 2010 : Guacha (feat. Micro Coz, Son of Kick, Disiz et Natalia Clavier)
- 2010 : Miki
- 2010 : Broka Billy (feat. Foreign Beggars)
- 2010 : Boloss (feat. Ill)
- 2011 : My Name Is Michael Barbu
- 2011 : Joli Village (feat. Klub Sandwich)
- 2011 : Voodoo (feat. Kussay, Bunk & Greg Frite)
- 2011 : Usla (feat. PMPDJ)
- 2011 : À nous les manettes feat. Djunz, Kussay & Nemir
- 2011 : Hummer (feat. Didaï et Rimcash)
- 2011 : Les vrais (feat. Nekfeu)
- 2011 : Klub Sandwich (feat. Klub Sandwich)
- 2011 : Toast (feat. Starlion)
- 2017 : Nappeux de Roméo Elvis (feat. Grems)

## Expositions
- 2015 : Johnny Clegg
- 2016 : Colorama
- 2017 : Towns (Vibrations Urbaines de Pessac)
- 2018 : Sans-titre Caaps
- 2018 : DEMOCRACY Paris x MYKKAAGENCY - Paris
- 2018 : Colorama (Mykkaagency x Biarritz Street Art) - Biarritz
- 2019 : Lignes - Lyon
- 2020 : Exposition Solo Infra chez French Paper Gallery - Paris
- 2020 : Dédale Festival - Vannes

## Collaborations graphique
- 2007 : Campagne de la carte Imagine-R (RATP)
- 2009 : Street Club for Swatch Club[21]
- 2009 : Artoyz Elements Alpha Series > Grems[22]
- 2009 : Eastpak "Tag my bag"
- 2011 : SCOTT and GREMS[23]
- 2012 : Cityscape (Philips x Grems x Machinedrum)[24]
- 2017 : Nike Showroom Barbier x Grems